# 邱偲琹
邱偲琹（1998年7月4日—），台灣女演員，曾屬周子娛樂藝人經紀公司旗下，拍過多部廣告、MV、電影、電視劇與平面雜誌等。2017年憑短片《費洛蒙》，榮獲第39屆《金穗獎》最佳演員獎，同年上映的電影《林北小舞》則是邱偲琹首次於大螢幕擔綱女主角的劇情長片。

## 影视作品

### 電影
| 上映日期      | 電影名稱          | 角色           |
| 2013年8月23日 | 《舞力四射》      | 友情演出       |
| 2014年5月9日  | 《廢物》          | 玉梅           |
| 2016年1月8日  | 《他媽²的藏寶圖》 | 雅希(國中時期) |
| 2017年3月10日 | 《林北小舞》      | 陳心舞         |
| 2020年12月4日 | 《親愛的殺手》    | 泡麵           |

### 短片
| 上映日期       | 影片名稱                 | 角色   | 內容/獎項                    |
| 2013年         | 《《愛。重來》》         | 妹妹   |                              |
| 2016年         | 《尋物少女》             | 陳智玲 |                              |
| 2016年         | 《不想說再見》           | 歌手   | 黃品源首部自導自演音樂微電影 |
| 2016年5月29日  | 《費洛蒙》               | 簡怡溪 | 第39屆《金穗獎》最佳演員獎   |
| 2021年10月12日 | 《姐要讓妳知道，我挺妳》 | 樂樂   | 類風濕性關節炎微電影         |
| 2022年4月24日  | 《野薊》                 | 子喬   | 原民台新創短片               |
| 2024年         | 《雨》                   | 雨希   |                              |

### 電視節目
| 年份   | 節目名稱     |
| 2006年 | 《超級偶像》 |

### 電視劇
| 年份 | 劇名                 | 角色         | 備註            |
| 2007 | 《生命的陽光》       | 麗華         |                 |
| 2010 | 《飯糰之家》         | 小女生       |                 |
| 2011 | 《我愛美金》         | 夢萍         |                 |
| 2012 | 《愛情女僕》         | 劉舒琪(少年) |                 |
| 2013 | 《借用一下你的愛》   | 喜樂 (少年)  |                 |
| 2013 | 《遇見幸福300天》    | 劉潔兒       |                 |
| 2013 | 《月光森林》         | 玉梅         |                 |
| 2013 | 《逆光真愛》         | 蔡雅芳(童年) |                 |
| 2014 | 《在河左岸》         | 黃頌真(少年) |                 |
| 2014 | 《三隻小蟲》         | 謝以茗       |                 |
| 2014 | 《情牽巧藝坊》       | 吳月鶯(童年) |                 |
| 2015 | 《尋物少女》         | 陳智玲       |                 |
| 2016 | 《滾石愛情故事》     | 葛兒         | 單元劇-愛的代價 |
| 2016 | 《飛魚高校生》       | 杜小蜜       |                 |
| 2016 | 《獨家保鑣》         | 杜曉書(Tina) |                 |
| 2020 | 《天巡者》           | 吳宇涵       |                 |
| 2021 | 《如果花知道》       | 戴希         |                 |
| 2023 | 《生命捕手》         | 葉宇恩       |                 |
| 2024 | 《生命捕手2》        | 葉宇恩       |                 |
| 2025 | 《那些你不知道的我》 |              |                 |
| 2025 | 《男公館》           |              |                 |

### 網劇
| 上映日期 | 影片名稱   | 角色   | 平台    |
| 2023年   | 《模仿犯》 | 林羽彤 | Netflix |

### 音乐录影带(MV)
- MIXION - Move
- 林宥嘉 - 拾荒
- 劉若英 - 我懂了
- 黃品源 - 不想說再見
- 林宥嘉 - 一點點
- 李鑫一 - 就讓我走
- 動力火車 - 我很好騙
- 八三夭 - 愛了愛了 (feat. 彈殼)

## 廣告

### 廣告
- 曼秀雷敦 - 抗痘貼篇
- 曼秀雷敦 - 網路廣告
- 麥當勞 - 早安Q吐司
- 青木瓜四物飲
- 泰山冰鎮 - 芭樂篇
- 國泰形象廣告：奧P（客台）
- 微電影：中信房屋（愛•重來）
- 7-ELEVEN【春酒賞】一心向北篇
- 7-ELEVEN【飲料抽抽樂】

## 獎項紀錄
| 年份   | 頒獎典禮     | 獎項               | 作品       | 角色   | 結果 |
| ------ | ------------ | ------------------ | ---------- | ------ | ---- |
| 2023年 | 第58屆金鐘獎 | 戲劇類最佳女配角獎 | 《模仿犯》 | 林羽彤 | 提名 |

## 外部連結
- 邱偲琹的Facebook專頁
- 邱偲琹的Instagram帳戶
- 邱偲琹的新浪微博